# Crocidura batesi
Crocidura batesi és una espècie de mamífer pertanyent a la família de les musaranyes (Soricidae). Fou anomenada en honor de l'ornitòleg i botànic estatunidenc George Latimer Bates.

## Distribució geogràfica
Es troba al Camerun, el Gabon i, possiblement, la República Centreafricana, la República del Congo i Guinea Equatorial.

## Estat de conservació
No afronta grans amenaces pel que fa a la seva conservació, llevat de la desforestació a nivell local.